# 澳洲會計師公會
澳洲會計師公會（簡稱CPA Australia；前稱Australia Society of Accountants，簡稱ASA）成立於1886年，在121個國家擁有超過150,000名會員，是全球最大的專業會計團體之一。
澳洲會計師公會一直致力提供知識交流的平台、發展會員的專業網絡、對相關政府政策、標準和法規提出建議，以及在僱主、政府、監管機構和公眾等不同層面推廣澳洲註冊會計師的價值，從而提升會員的權益及地位。澳洲註冊會計師資格廣受國際認可，是商業戰略領導才能的標誌。
公會在澳洲各大城市、香港、北京、上海、廣州、印尼、馬來西亞、新加坡、越南、紐西蘭及英國均設有支部或分會。

## 澳洲會計師在亞洲
澳洲會計師公會於1990年在香港正式成立辦事處。為進一步加强與中國會計界的交流和合作，澳洲會計師公會已先後於北京、上海及廣州開設辦事處，而在澳門亦設有聯絡處。目前，於大中華區之會員人數已超過15,000名。
淡江大學會計系系學士學位獲澳洲會計師公會（CPA Australia）認證通過，首開台灣高等教育機構先例。

## 會籍分類
澳洲會計師公會有3層會籍，分別是澳洲會計師公會會員[ASA]，澳洲註冊會計師[CPA (Aust.)]及澳洲資深註冊會計師[FCPA (Aust.)]。
澳洲會計師公會會員[ASA]
凡持有公會認可的學位便能申請成為澳洲會計師公會會員。而沒有公會認可學位的人士，在完成澳洲會計師公會提供的基礎課程，或一個認可的轉換課程後，亦可申請成為澳洲會計師公會會員。
澳洲註冊會計師[CPA (Aust.)]
凡持有公會認可的學士或碩士學位的公會會員，並符合於6年內完成澳洲註冊會計師課程的專業階段及累積3年實際工作經驗之要求後，便可申請成為澳洲註冊會計師[CPA (Aust.)]。
澳洲資深註冊會計師[FCPA (Aust.)]
澳洲資深註冊會計師要在財務、會計或商業諮詢方面具備15年以上的工作經驗，而其中5年需出任高級行政職位。

## 澳洲註冊會計師課程 (CPA Program)
澳洲會計師公會致力協助商界發展，而澳洲註冊會計師課程就是其中重要的一環。澳洲註冊會計師課程緊密結合理論學習及實際工作經驗要求，為財務及會計專才提供全面的培訓，協助他們提升技術才能、商業技能、個人效能及領導才能。
澳洲註冊會計師課程採取遙距學習模式，包括四科必修科及兩科選修科，以及實際工作經驗要求。每學科均涵蓋國際化及現代化的元素，並包括商業案例分析。至於實際工作經驗要求的部份，學員須累積最少3年受指導的相關工作經驗。
澳洲註冊會計師課程的考試於每年4月及10月舉行，會員可在全球多個考試地點應考。完成澳洲註冊會計師課程的會員，更可於全球超過50間專上教育機構所提供的專業碩士或工商管理碩士課程中取得學科豁免。

## 國際認可
澳洲會計師公會與以下的團體建立了策略夥伴聯盟，使會員成為專業會計環球網絡的成員。
- 加拿大註冊會計師協會（CGA-Canada）
- 英國特許管理會計師公會（CIMA）
- 英國特許公共財務和會計師協會（CIPFA）
- 加拿大管理會計師協會（CMA Canada）
- 愛爾蘭註冊會計師公會（CPA Ireland）
- 香港會計師公會（HKICPA）
- 新加坡會計師協會（ICPAS）
- 印度特許會計師協會（ICAI）
- 斯里蘭卡特許會計師協會（CA Sri Lanka）
- 馬來西亞會計師公會（MIA）

澳洲會計師公會亦是澳洲政府授權審核會計師移民澳洲申請的專業團體之一。

## 監管守則
所有會員必須遵守公會的法規、附例、會員守則及嚴格的監管制度。所有公會會員須完成每3年計合共最少120小時，每年並不少於20小時的持續專業發展課程。

## 外部連結
- 澳洲計師公會官方網址（英文版）
- 澳洲計師公會官方網址（中文版）